# Стефанелли, Николас
Никола́с Марсе́ло Стефане́лли (исп. Nicolás Marcelo Stefanelli; род. 22 ноября 1994, Буэнос-Айрес) — аргентинский футболист, нападающий венгерского клуба «Фехервар».

## Клубная карьера
Воспитанник клуба «Дефенса и Хустисия». В 2014 году команда впервые попала в аргентинскую Примеру, а в июле 19-летний Стефанелли был переведён в основную команду. Однако, для получения игровой практики в середине августа он отправился на правах аренды в команду «Вилья-Дальмине» в Примере B Метрополитана, третьей по силе лиге Аргентины. Дебютировал в новой команде 2 сентября в домашней игре с «Атлантой», появившись на поле на 75-й минуте. Уже в следующей игре с «Чакарита Хуниорс» он забил свой первый мяч на взрослом уровне, сравняв счёт на 75-й минуте и принеся своей команде ничью. В первые полгода в команде Стефанелли принял участие в 13 встречах, в которых забил 4 мяча. По итогам сезона «Вилья-Дальмине (футбольный клуб)|Вилья-Дальмине» выиграл плей-офф и вышел в Примеру B Насьональ. Во второй по силе аргентинской лиге Николас сыграл 14 игр, из которых только три в стартовом составе, и забил один гол. После окончания аренды вернулся в «Дефенсу».
7 февраля 2016 года в первом туре нового чемпионата Стефанелли дебютировал в футболке родного клуба в аргентинской Примере. Он вышел в стартовом составе на домашний матч против «Униона» из Санта-Фе. На 20-й минуте встречи он открыл счёт в игре, которая завершилась результативной ничьей 2:2. За полтора года в команде Николас принял участие в 39 матчах во всех турнирах, в которых забил 13 мячей. Последним матчем в составе «ястребов» для нападающего стала игра второго этапа Южноамериканского кубка против бразильского «Шапекоэнсе», состоявшийся 29 июня 2017 года. Стефанелли на 59-й минуте вышел вместо Мариано Барейро, а на 4-й добавленной минуте забил единственный гол в матче, принеся победу своей команде.
30 июня 2017 года перебрался в Европу, подписав со шведским клубом АИК контракт на 3,5 года. Дебютировал в Аллсвенскане в середине июля в домашнем матче с «Норчёпингом», выйдя в стартовом составе и проведя на поле все 90 минут. 6 августа забил своей первый мяч в составе черно-жёлтых, замкнув на 16-й минуте игры с «Сириусом» передачу Кристоффера Олссона. В игре против «Эльфсборга», состоявшейся 1 октября, оформил первый в карьере хет-трик. По итогам сезона АИК занял второе место в турнирной таблице и завоевал серебряные медали чемпионата. Аргентинец отыграл всю вторую половину сезона и забил 9 мячей. В следующем сезоне Стефанелли принял участие в 25 матчах во всех турнирах и записал на свой бомбардирский счёт 7 мячей. Среди них гол на 94-й минуте ответного матча первого квалификационного раунда Лиги Европы в ворота ирландского «Шемрок Роверс», позволивший АИК выйти в следующий раунд, а также хет-трик в игре с «Броммапойкарной» в чемпионате. По итогам сезона АИК занял первую строчку в турнирной таблице и впервые с 2009 года стал чемпионом страны.
18 января 2019 года на правах полугодичной аренды перешёл в кипрский «Анортосис». Первую игру за клуб провёл 27 января против АЕК, выйдя в стартовом составе и в середине второго тайма уступив место грузинскому нападающему Беке Микелтадзе. За 12 матчей в составе киприотов Стефанелли сумел дважды отличиться, оба мяча забив в ворота «Эрмиса».
По окончании аренды вернулся в АИК, где попал в заявку команды на два матча: с «Хельсингборгом» в чемпионате и словенским «Марибором» в отборе Лиги чемпионов, но на поле не появился. В начале августа до конца года отправился в аренду в чилийский «Унион Ла-Калера». В его составе дебютировал 3 августа в выездной встрече с командой «Унион Эспаньола», в которой вышел на замену на 60-й минуте. В следующем сезоне Стефанелли принял участие в 30 матчах чемпионата и забил 9 мячей, чем помог своей команде занять второе место в таблице первенства и завоевать серебряные медали.
26 февраля 2021 года было объявлено о возвращении Стефанелли в шведский АИК. С игроком был подписан контракт на два года. 7 марта сыграл свою первую игру после возвращения, появившись на поле в заключительном матче группового этапа Кубка Швеции с «Хаммарбю». Аргентинец вышел на замену на 62-й минуте вместо Набиля Бауи.
5 января 2023 года Стефанелли перешёл в клуб MLS «Интер Майами», подписав двухлетний контракт с опцией продления ещё на один год. В высшей лиге США дебютировал 25 февраля в матче стартового тура сезона 2023 против «Клёб де Фут Монреаль». 25 марта в матче против «Чикаго Файр» забил свой первый гол в MLS.
31 января 2024 года стал игроком венгерского клуба «Фехервар».

## Достижения
АИК
- Чемпион Швеции: 2018
- Серебряный призёр чемпионата Швеции: 2017

 Унион Ла-Калера
- Серебряный призёр чемпионата Чили: 2020

 Интер Майами
- Кубок лиг: 2023

## Клубная статистика
| Выступление        | Выступление             | Выступление      | Лига | Лига | Кубки | Кубки | Конт.кубки | Конт.кубки | Итого | Итого |
| Клуб               | Лига                    | Сезон            | Игры | Голы | Игры  | Голы  | Игры       | Голы       | Игры  | Голы  |
| ------------------ | ----------------------- | ---------------- | ---- | ---- | ----- | ----- | ---------- | ---------- | ----- | ----- |
| Вилья-Дальмине     | Примера B Метрополитана | 2014             | 13   | 4    | 0     | 0     | 0          | 0          | 13    | 4     |
| Вилья-Дальмине     | Примера B Насьональ     | 2015             | 14   | 1    | 1     | 0     | 0          | 0          | 15    | 1     |
| Вилья-Дальмине     | Итого                   | Итого            | 27   | 5    | 1     | 0     | 0          | 0          | 28    | 5     |
| Дефенса и Хустисия | Примера                 | 2016             | 15   | 4    | 2     | 0     | 0          | 0          | 17    | 4     |
| Дефенса и Хустисия | Примера                 | 2016/17          | 19   | 7    | 1     | 1     | 2          | 1          | 22    | 9     |
| Дефенса и Хустисия | Итого                   | Итого            | 34   | 11   | 3     | 1     | 2          | 1          | 39    | 13    |
| АИК                | Аллсвенскан             | 2017             | 16   | 9    | 1     | 1     | 2          | 0          | 19    | 10    |
| АИК                | Аллсвенскан             | 2018             | 18   | 6    | 4     | 0     | 3          | 1          | 25    | 7     |
| АИК                | Итого                   | Итого            | 34   | 15   | 5     | 1     | 5          | 1          | 44    | 17    |
| Анортосис          | Дивизион А              | 2018/19          | 12   | 2    | 0     | 0     | 0          | 0          | 12    | 2     |
| Анортосис          | Итого                   | Итого            | 12   | 2    | 0     | 0     | 0          | 0          | 12    | 2     |
| Унион Ла-Калера    | Примера                 | 2019             | 10   | 2    | 2     | 0     | 0          | 0          | 12    | 2     |
| Унион Ла-Калера    | Примера                 | 2020             | 30   | 9    | 0     | 0     | 6          | 0          | 36    | 9     |
| Унион Ла-Калера    | Итого                   | Итого            | 40   | 11   | 2     | 0     | 6          | 0          | 48    | 11    |
| АИК                | Аллсвенскан             | 2021             | 29   | 12   | 1     | 0     | 0          | 0          | 30    | 12    |
| АИК                | Аллсвенскан             | 2022             | 29   | 9    | 5     | 1     | 6          | 1          | 40    | 11    |
| АИК                | Итого                   | Итого            | 58   | 21   | 6     | 1     | 6          | 1          | 70    | 23    |
| Интер Майами       | MLS                     | 2023             | 25   | 2    | 5     | 2     | 0          | 0          | 30    | 4     |
| Интер Майами       | Итого                   | Итого            | 25   | 2    | 5     | 2     | 0          | 0          | 30    | 4     |
| Всего за карьеру   | Всего за карьеру        | Всего за карьеру | 230  | 67   | 22    | 5     | 19         | 3          | 271   | 75    |